# Idiochlora eluta
Idiochlora eluta là một loài bướm đêm trong họ Geometridae.